# رت آلن
رت آلن (انگلیسی: Rhett Allain) یک وبلاگ‌نویس و فیزیک‌دان اهل ایالات متحده آمریکا است.